# Holguín (stad)
Holguín is een gemeente en de hoofdstad van de gelijknamige provincie in Cuba. De stad werd in 1545 gesticht als San Isidoro de Holguín en is vernoemd naar de stichter García de Holguín, een Spaanse officier. 
Er zijn meerdere kleine stadsparken. Het bekendste is het centrale stadsplein, het Calixto García. Holguín heeft een eigen vliegveld dat vooral wordt gebruikt door de toeristen die in de noordelijk gelegen stad Guardalavaca verblijven. Van hieruit wordt rechtstreeks naar Havana gevlogen.

## Partnersteden
- Etobicoke (Canada)
- Santa Fe (Verenigde Staten)

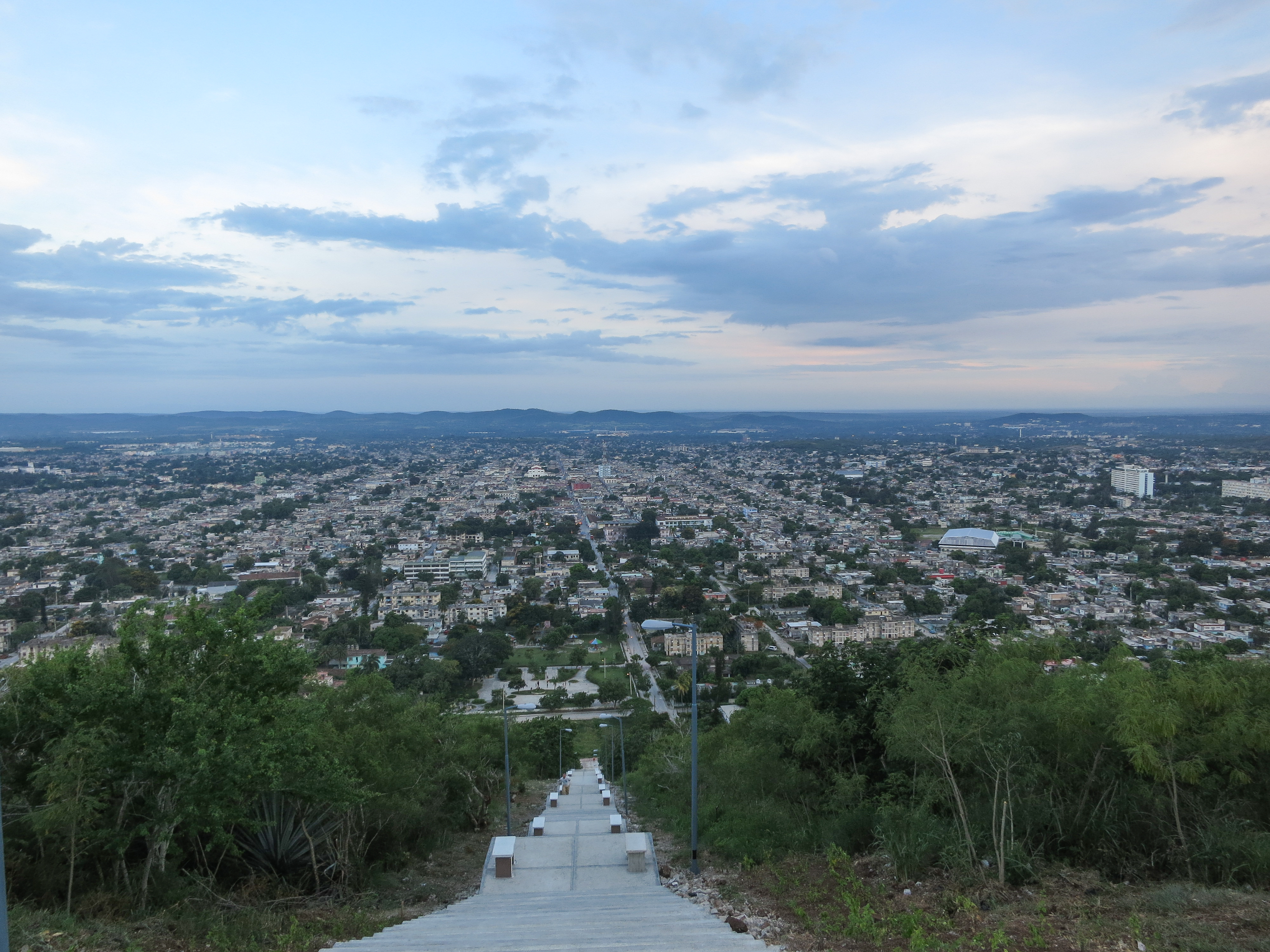
Holguín

- Saltillo (Italië)
- Allahabad (India)
- Yazd (Iran)